# Марія Анхелес Родрігес
Марія Анхелес Родрігес (ісп. María Ángeles Rodríguez, 12 квітня 1957) — іспанська хокеїстка на траві.
Олімпійська чемпіонка 1992 року.